# Henriettea ekmanii
Henriettea ekmanii är en tvåhjärtbladig växtart som först beskrevs av Ignatz Urban, och fick sitt nu gällande namn av Brother Alain. Henriettea ekmanii ingår i släktet Henriettea och familjen Melastomataceae. Inga underarter finns listade i Catalogue of Life.